# Avatar: The Legend of Aang (computerspel)
Avatar: The Legend of Aang (bekend in de VS als Avatar: The Last Airbender) is een computerspel gebaseerd op de animatieserie Avatar: De Legende van Aang.

## Verhaallijn
Aang moet vanaf de Noordpool een reis maken. Hij vliegt naar het Watermeestersdorp, Havendorp en omgeving, het bos, Omashu, een verborgen eiland en de Zuidelijke Luchttempel.

## Platformen
Het spel kwam in 2006 uit voor de volgende platforms:
- PlayStation 2
- PlayStation Portable
- Xbox
- Nintendo GameCube
- Wii
- Nintendo DS
- Game Boy Advance

## Ontvangst
| Beoordeeld door | Platform      | Datum            | Score |
| --------------- | ------------- | ---------------- | ----- |
| Lawrence        | PlayStation 2 | 28 oktober 2006  | 67%   |
| Lawrence        | GameCube      | 28 oktober 2006  | 67%   |
| Lawrence        | Nintendo DS   | 30 oktober 2006  | 63%   |
| GotNext         | Wii           | 22 november 2006 | 60%   |
| The Next Level  | GameCube      | 22 november 2006 | 60%   |
| Games Radar     | GameCube      | november 2006    | 60%   |
| GameSpot        | Xbox          | 5 december 2006  | 59%   |
| IGN             | PlayStation 2 | 16 oktober 2006  | 51%   |
| IGN             | GameCube      | 16 oktober 2006  | 51%   |
| NGamer          | Wii           | februari 2007    | 50%   |